# Hinckley (Illinois)
Hinckley és una població dels Estats Units a l'estat d'Illinois. Segons el cens del 2000 tenia 1.994 habitants.

## Demografia
Segons el cens del 2000, Hinckley tenia 1.994 habitants, 730 habitatges, i 556 famílies. La densitat de població era de 810,4 habitants/km².
Dels 730 habitatges en un 38,9% hi vivien nens de menys de 18 anys, en un 65,8% hi vivien parelles casades, en un 7,3% dones solteres, i en un 23,8% no eren unitats familiars. En el 18,6% dels habitatges hi vivien persones soles el 7,5% de les quals corresponia a persones de 65 anys o més que vivien soles. El nombre mitjà de persones vivint en cada habitatge era de 2,73 i el nombre mitjà de persones que vivien en cada família era de 3,14.
Per edats la població es repartia de la següent manera: un 28,9% tenia menys de 18 anys, un 6,6% entre 18 i 24, un 33,5% entre 25 i 44, un 21,2% de 45 a 60 i un 9,8% 65 anys o més.
L'edat mediana era de 35 anys. Per cada 100 dones de 18 o més anys hi havia 95,2 homes.
La renda mediana per habitatge era de 58.043 $ i la renda mediana per família de 65.726 $. Els homes tenien una renda mediana de 45.179 $ mentre que les dones 27.500 $. La renda per capita de la població era de 23.491 $. Aproximadament el 3,8% de les famílies i el 4,4% de la població estaven per davall del llindar de pobresa.

## Poblacions més properes
El següent diagrama mostra les poblacions més properes.